# Phragmipedium tetzlaffianum
Espèce
Classification phylogénétique
Phragmipedium tetzlaffianum est une espèce de plantes à fleurs de la famille des Orchidaceae (les orchidées) et de la sous-famille des Cypripedioideae, endémique du Venezuela.